# 알렉산데르 슈페니치
알렉산데르 슈페니치(체코어: Alexander Choupenitch, 1994년 5월 2일~)는 체코의 펜싱 선수로 주 종목은 플뢰레이다. 2020년 하계 올림픽 남자 플레뢰 개인전에서 동메달을 획득하였다.